# Wiktor Aleksandrow
Wiktor Borisowicz Aleksandrow, ros. Виктор Борисович Александров (ur. 28 grudnia 1985 w Ust-Kamienogorsku, Kazachska SRR) – kazachski hokeista, reprezentant Kazachstanu.
Jego ojciec, Borys Aleksandrow (1955-2002) także był hokeistą, a ponadto trenerem hokejowym; zginął w wypadku drogowym.

## Kariera klubowa
- Torpedo Ust-Kamienogorsk (1999-2002)
- Łokomotiw Jarosław (2002)
- Eniergija Kemerowo (2002-2003)
- Mietałłurg Nowokuźnieck (2003-2005)
- SKA Sankt Petersburg (2005-2006)
- HK MWD Bałaszycha (2006-2007)
- Mietałłurg Nowokuźnieck (2007-2008)
- Awangard Omsk (2008-2009)
- Torpedo Niżny Nowogród (2009-2010)
- Traktor Czelabińsk (2010)
- Mieczeł Czelabińsk (2010)
- Barys Astana (2010-2011)
- Amur Chabarowsk (2011)
- Sibir Nowosybirsk (2012)
- Barys Astana (2012-2013)

Wychowanek Torpedo Ust-Kamienogorsk. Od połowy 2012 po raz drugi w karierze zawodnik rodzimego, kazachskiego klubu Barys Astana. W listopadzie 2013 kontrakt z nim został rozwiązany.
Uczestniczył w turniejach mistrzostw świata w 2001, 2002, 2013 (Dywizja I).

## Sukcesy
Reprezentacyjne
- Awans do MŚ Elity: 2013

Klubowe
- Złoty medal mistrzostw Kazachstanu: 2000, 2001 z Torpedo Ust-Kamienogorsk, 2002 z Kazcynk-Torpedo
- Puchar Kazachstanu: 2002 z Kazcynk-Torpedo

Indywidualne
- Mistrzostwa Świata w Hokeju na Lodzie 2013/I Dywizja Grupa A: pierwsze miejsce w klasyfikacji +/- turnieju: +5